# Lingue meso-melanesiane
Le lingue meso-melanesiane sono un sottogruppo delle lingue oceaniche (famiglia delle lingue austronesiane) parlate in alcuni arcipelaghi melanesiani quali le Isole Salomone e la Nuova Irlanda ad est della Nuova Guinea.

## Classificazione

### Lynchet al.(2002)
Secondo Lynch et al., le lingue sono così raggruppate:
- Willaumez (linkage):  bola, bulu, meramera, nakanai
- bali–vitu: bali (uneapa), vitu (muduapa) [potrebbe trattarsi di una sola lingua]
- Nuova Irlanda – salomonico nord-occidentale (linkage)
  - famiglia tungag–nalik:  tigak, tungag, nalik, laxudumau (?), kara, tiang
  - tabar (linkage): madara (tabar), lihir, notsi
  - madak (linkage): barok, lavatbura-lamusong, madak
  - tomoip
  - Saint George (linkage)
    - tangga
    - sursurunga
    - konomala
    - patpatar–tolai:  patpatar, lungalunga (minigir), tolai (kuanua)
    - label–bilur:  label, bilur
    - kandas–ramoaaina:  kandas,  ramoaaina
    - siar
    - salomonico nord-occidentale (linkage)

### Ethnologue
Secondo Ethnologue.com le 69 lingue che compongono il gruppo possono essere così suddivise (tra parentesi il numero di lingue che formano il raggruppamento):
- Lingue meso-melanesiane (69)
  - Lingue bali-vitu (2)
  - Lingue della Nuova Irlanda (63)
    - Lingue lavongai-nalik (6)
    - Lingue madak (3)
    - Lingue della Nuova Irlanda meridionale e delle Salomone nord-occidentali (51)
      - Lingua bilur [codice ISO 639-3 bxf]
      - Lingue choiseul (4)
      - Lingue mono-uruava (4)
      - Lingue Nehan-North Bougainville (10)
        - Lingue buka (3)
        - Lingua nehan [nsn]
        - Lingua papapana [ppn]
        - Lingue saposa-tinputz (4)
        - Lingua solos [sol]

      - Lingue della Nuova Georgia (13)
        - Est (2)
        - Ovest (11)

      - Lingue patpatar-tolai (10)
      - Lingue piva-banoni (2)
      - Lingue di Santa Isabel (7)
        - Centrali (3)
        - Est (2)
          - Lingua cheke holo [mrn]
          - Lingua gao [gga]

        - Ovest (2)

    - Lingue tabar (2)
    - Lingua tomoip [tqp]

  - Lingue willaumez (4)